# Alisa Brunovna Frejndlich
Alisa Brunovna Frejndlich (in russo Али́са Бру́новна Фре́йндлих?; Leningrado, 8 dicembre 1934) è un'attrice sovietica, dal 1991 russa, artista del popolo dell'Unione Sovietica nel 1981.

## Filmografia parziale
- Služebnyj roman (Служебный роман), regia di El'dar Rjazanov (1977)
- Princessa na gorošine, regia di Boris Rycarev (1977)
- Stalker (Сталкер), regia di Andrej Tarkovskij (1979)
- Agonia (Агония), regia di Elem Klimov (1981)
- Kletka dlja kanareek, regia di Pavel Čuchraj (1983)
- Žestokij romans (Жестокий романс), regia di El'dar Rjazanov (1984)
- Karp otmorožennyj (Карп отмороженный), regia di Vladimir Kott (2017)
- Roditeli strogogo režima (Родители строгого режима), regia di Nikita Vladimirov (2022)